# Nikolái Batiuk
Nikolái Filippovich Batiuk (en ruso: Николай Филиппович Батюк; Ojtirka, Imperio ruso, 6 de diciembrejul./ 19 de diciembre de 1905greg. – cerca de Sláviansk, Unión Soviética, 28 de julio de 1943) fue un oficial militar soviético que combatió durante la Segunda Guerra Mundial donde alcanzó el rango de mayor general de Guardias (1943). Se distinguió especialmente al mando de la 284.ª División de Fusileros en la batalla de Stalingrado.

## Biografía

### Infancia y juventud
Nikolái Batiuk nació el 19 de diciembre de 1905 en la localidad ucraniana de Ojtirka de la gobernación de Járkov (actualmente en el Óblast de Sumy en Ucrania) en esa época parte del Imperio ruso. Después de dejar la escuela, trabajó como albañil en la fábrica de azúcar Trostyanets, luego en el edificio comunal de Járkov. El 1 de octubre de 1927 fue reclutado por el Ejército Rojo y se incorporó a filas en el 68.º Regimiento de Fusileros del Distrito Militar de Ucrania. Ese mismo año se graduó de la escuela del regimiento. Sirvió además en el 68.º Regimiento de Fusileros de la 23.ª División de Fusileros, como asistente del comandante de pelotón, capataz de compañía, comandante de pelotón y compañía. En noviembre de 1937 fue enviado a estudiar en los cursos de tiro táctico superior para la mejora de los comandantes de infantería, conocidos popularmente como «Curso Vystrel».
En agosto de 1938, después de graduarse, fue nombrado subcomandante de la unidad de combate del 225.º Regimiento de Fusileros de la 23.ª División de Fusileros del Distrito Militar de Járkov. En enero de 1939, fue nombrado subcomandante del 69.º, y desde septiembre, comandante del 89.º regimiento de fusileros de la misma división. En 1939, participó en la invasión soviética de Polonia, durante la campaña recibió una fuerte conmoción cerebral. En 1940 se graduó en la Academia Militar Frunce. En vísperas de la Segunda Guerra Mundial, la división formaba parte del 11.º Ejército del Distrito Militar Especial del Báltico y estaba estacionada en la ciudad de Jonava.

### Segunda Guerra Mundial
Al inicio de la invasión alemana de la Unión Soviética, el 89.º Regimiento de Fusileros al mando del mayor Batiuk, como parte de la 23.ª División de Fusileros, combatió contra los alemanes desde la región de Kaunas hasta Jonava. Tras la muerte, a finales de junio, del comandante de la división y con la división rodeada por los alemanes, Batiuk dirigió los restos de la división y los llevó a través de la retaguardia de las tropas alemanas hasta sus propias líneas. Posteriormente, el 89.º Regimiento de Fusileros bajo su mando luchó como parte de la misma división del 65.º Cuerpo de Fusileros del 27.º Ejército del Frente Noroeste contra el avance alemán en dirección a Leningrado.
En diciembre de 1941, se desempeñó como jefe del departamento de personal de los Cursos de Mejora Táctica y de Infantería Superior para el Estado Mayor de Comando de Infantería «Vistrel» en el Distrito Militar de Siberia. En marzo de 1942, fue nombrado comandante de la 284.ª División de Fusileros, que en ese momento se estaba formando en la ciudad de Tomsk. Después de la formación, la división, como parte del 13.º Ejército, la división recibió su bautismo de fuego en el área de Kastornaya cerca de Vorónezh, posteriormente libró duras batallas defensivas en el sector Yelets-Livny.
En el verano de 1942, durante la operación alemana Fall Blau, sus unidades participaron en la batalla de Vorónezh, donde las tropas bajo su mando fueron capaces de repeler la ofensiva alemana sobre Vorónezh. En septiembre de 1942, durante la batalla de Stalingrado, la división pasó a formar parte del 62.º Ejército —al mando del teniente general Vasili Chuikov— y ocupó una línea defensiva en la orilla derecha del Volga en el área de la colina de Mamáyev Kurgán en Stalingrado. El 23 de septiembre pocas horas después de que las tropas de Batiuk hubieran ocupados sus posiciones en la orilla occidental del Volga. Chuikov ordenó que la división expulsara a las tropas alemanas del embarcadero central y luego enlazara con las unidades soviéticas que habían quedado aisladas al sur del Tsaritsa por el rápido avance alemán, aunque las tropas de Batiuk infligieron duras pérdidas a las tropas alemanas, fueron incapaces de alcanzar sus objetivos y al final se vieron obligadas a retroceder. Después de estas sangrientas batallas, el comandante de la división organizó hábilmente el sistema de defensa y fuego de la división, lo que le permitió mantener sus posiciones durante mucho tiempo ante tropas enemigas muy superiores en número y potencia de fuego.
En octubre de 1942 fue ascendido al grado de coronel. El 11 de noviembre las tropas alemanes lanzaron, lo que a la postre fue su última ofensiva, grupos de combate de seis divisiones alemanas apoyadas por un gran número de Stukas del VIII Cuerpo Aéreo atacaron las últimas posiciones soviéticas que aún resistían en Stalingrado. Las tropas siberianas de Batiuk fueron capaces de mantener sus posiciones en los alrededores de Mamáyev Kurgán aunque a costa de un gran número de bajas, pero el esfuerzo principal alemán se dirigía más al norte contra la planta química de Lazur. Tras varios días de intensos combates las tropas del 62.º Ejército de Chuikov detuvieron la ofensiva alemana a apenas unos metros de las orillas del Volga. El 11 de enero de 1943, la división pasó a la ofensiva y el 31 de enero capturó la parte central de Stalingrado, conectándose con unidades del 64.º Ejército (al mando del teniente general Mijaíl Shumilov), completando la destrucción de la agrupación enemiga del sur y capturando a unos 3000 soldados y oficiales y tres generales alemanes.

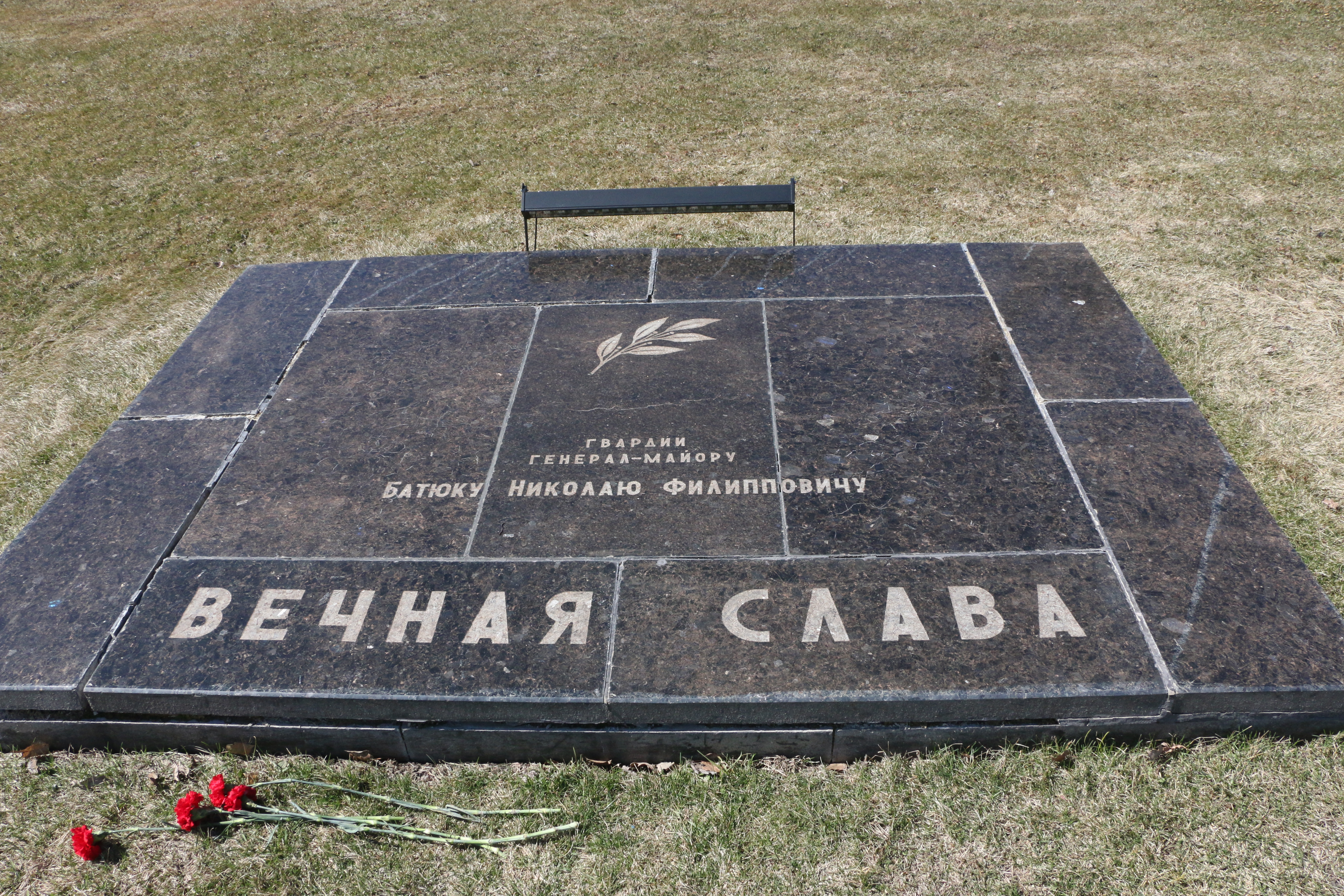
Tumba del mayor general Nikolái Batiuk en la colina Mamáyev Kurgán en Stalingrado

Por las acciones exitosas durante la batalla de Stalingrado, la división recibió la Orden de la Bandera Roja, y se transformó en la 79.ª División de Fusileros de la Guardia, el comandante de la división fue ascendido a mayor general. Posteriormente, hasta mediados de julio de 1943, la división emprendió la defensa de la margen derecha del río Seversky Donets y con el comienzo de la operación ofensiva Izyum-Barvenkovskaya pasó al ataque. El último día de la operación, el 27 de julio de 1943, Nikolái Batiuk murió de un ataque al corazón. Fue enterrado en la orilla derecha del Síverski Donets cerca del pueblo de Golaya Dolina, en los alrededores de Sláviansk.

Lo enterramos en el monumento en Artiom, a orillas del Donets, luego trasladamos sus restos a Stalingrado, a la colina Mamáyev Kurgán, porque él fue el alma de la batalla por Mamáyev Kurgán, por la ciudad del Volga.
 Vasili Chuikov.

## Promociones

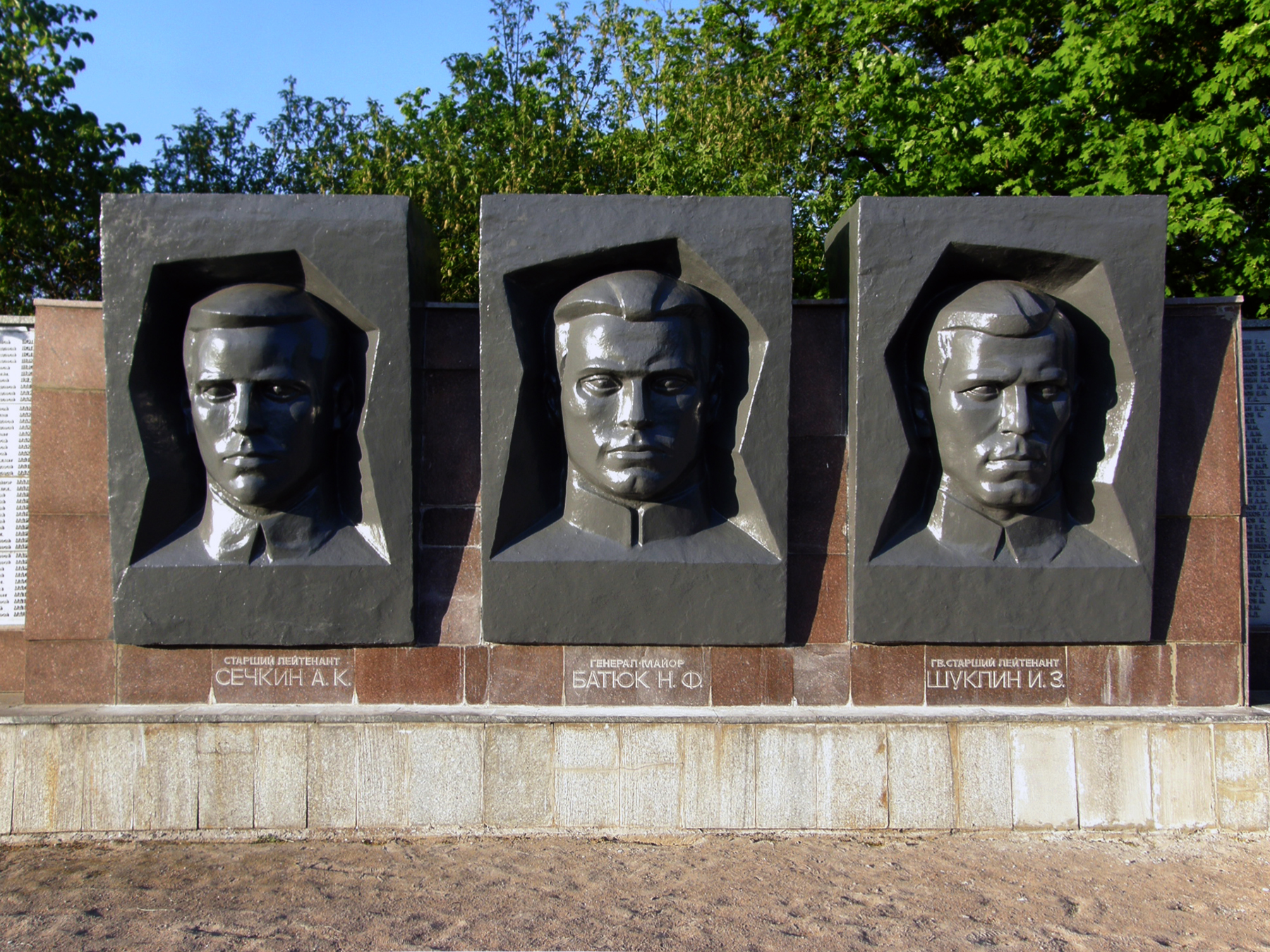
Monumento conmemorativo en la ciudad de Sviatogorsk en el lugar de enterramiento del general Batiuk y de los Héroes de la Unión Soviética Alexander Sechkin y Ilia Shuklin

- Mayor general (1 de marzo de 1943)[7]

## Condecoraciones
A lo largo de su servicio militar Nikolái Batiuk  recibió las siguientes condecoraciones
|  | Orden de la Bandera Roja                     |
|  | Orden de la Estrella Roja                    |
|  | Orden de Kutúzov de 2.do grado               |
|  | Medalla por la Defensa de Stalingrado (1944) |